# Toluquilla
Toluquilla es un barrio al sur de la ciudad de Tlaquepaque, Jalisco, México a un costado del pueblo Manuel López Cotilla. Limita con el municipio de Tlajomulco de Zúñiga al sur y al norte con el cerro del cuatro. Este poblado según el censo de viviendas del año 2000, contaba con una población de 800 habitantes. El código postal de Toluquilla es el 45610.

## Etimología
Cuando Nuño de Guzmán llegó a Tonalá, en 1530 conoció Zapotepec (Toluquilla) y le gusto para fundar su villa cerca del ojo de agua actual Cobalto. Aunque algunos de su grupo no estaban de acuerdo por la abundante agua e insectos, mando un escrito al Rey Carlos I de España solicitándole permiso para la fundación del Reino Nueva Galicia en este lugar. La respuesta de rey fue positiva pero tardó algunos años en llegar, y en la Nueva Galicia ya habían sucedido muchas cosas. Claro que surgen algunas dudas que no se pueden resolver por la pérdida de documentos a través del tiempo.

## Historia
Diez años antes de la fundación de Guadalajara, ya se había fundado Guadalajara en Nochistlan, Zacatecas el 5 de enero de 1531. En Nochistlan estuvieron por alrededor de año y medio. De ahí los españoles se trasladaron a Tonalá. En Tonalá estuvieron otro año, de ahí los españoles se movieron a Tlacotan. En Tlacotán (Ixtlahuacán del Río) se establecieron por 7 años. En este asentamiento ya había ganado, aves, y cosechas. Prácticamente ya había todo establecido. Pero hubo disputas con los indígenas nativos de la zona y los empujaron fuera de su asentamiento. Finalmente después de la guerra del Mizton, en 1541 Francisco Tenamaztle caudillo de los Caxcanes hizo correr a los fundadores. Las familias españolas dijeron aquí ya no es seguro, y se trasladaron a lo que hoy es Guadalajara. En el nuevo asentamiento Español hubo una reunión de cabildo donde estaban indecisos acerca de donde podían asentarse definitivamente. En la junta de cabildo alguien mencionó a Toluquilla como un posible lugar para el asentamiento de Guadalajara. Por la tranquilidad y seguridad que le daba al estar a faldas del cerro del cuatro y por la cantidad de agua en la zona, hacía que Toluquilla fuera una opción muy latente. La junta terminó y la resolución fue mandar a Juan del Camino a Toluquilla, y al Señor Miguel de Ibarra que fue el primer alcalde de Guadalajara, lo mandaron al valle de Atemajac. Los dos asentamientos estaban compitiendo por ser la sede oficial de Guadalajara. El tiempo trascurría y no existía una resolución de donde asentar la capital de Nueva Galicia. Como los fundadores estaban indecisos, doña Beatriz Hernández pidió la palabra y dijo que quería ella terminar con esa discusión. Ella decidió no moverse de Atemajac. Le dieron voz, (que antes no se le daba voz a las mujeres) porque Beatriz era una mujer muy aguerrida, una mujer que había defendido mucho y que había participado en la defensa de los españoles contra los indígenas. Se funda finalmente Guadalajara por Cristóbal de Oñate, con 63 familias unos 200 habitantes finalmente en Atemajac eL 14 de febrero de 1542 . Quedando el potencial de la localidad de Toluquilla olvidada por los Españoles. Es muy probable que la fundación de Toluquilla fuera en el año 1541, un año antes de la fundación de Guadalajara en el Valle de Atemajac. En el año de 1600, San Pedro (capital del municipio), tenía menos habitantes que Toluquilla.

## Siglo XIX y XX
En el poblado se encontraba una iglesia que databa de la fecha de la fundación del poblado. Debido al tiempo y a que la mayoría de la población colona emigró hacia el Valle de Atemajac. La iglesia fue deteriorándose hasta quedar en total ruina. Debido a que esta iglesia era una ruina total en el siglo XIX un hacendado local mando construir la parroquia actual de Nuestra Señora Del Rosario para suplir las necesidades eucarísticas de sus trabajadores. Originalmente la iglesia tenía un techo de tejas y durante la renovación en el siglo XX fue cambiado por un techo abovedado.
Al pasar los años esta nueva iglesia fue adquiriendo un mayor protagonismo. La iglesia durante la Revolución sirvió como una fortaleza para salvaguardar a las jóvenes de la localidad. A principios del siglo XX, La gente empezó a venir nuevamente a Toluquilla a vivir y posteriormente también para morir. Es por esto que alrededor de la iglesia se empezó a crear un panteón. La capacidad del panteón de Toluquilla se vio rápidamente rebasada debido principalmente a la Revolución y a la Gripe española. Una epidemia de gripe en la cual murieron entre 50 y 100 millones de personas en todo el mundo entre 1918 y 1920.
Cuenta la gente que vivió esta época que todos los días venían carretas Cargadas de muertos y moribundos provenientes de rancherías tan lejanas como santa Cruz del Valle. Hay quienes relatan que los mismos pobladores entregaban a sus enfermos para que fueran enterrados vivos. Un anciano en especial es recordado por quienes vivieron esto ya que al estar en una avanzada edad y casi desnudo. Pedía un "Atolito" para bien morir. EL carretero al escuchar esto le dio un golpe y lo echo a la carreta con los demás muertos. Luego de esto Exclamó espontáneamente "toma tu atolito". A los tres días a Toluquilla llegó un nuevo carretero y esta vez quien venia como carga era el propio carretero.
Se dice que eran tantos los muertos que el espacio del panteón se saturo y la gente tuvo que enterrar a los muertos en lo que eran las bardas del templo en ruinas. Al pasar los años y estar el modernismo de los 70s presente, se pensó en una mudanza total del cementerio hacia las faldas del cerro del cuatro. Lugar actual del cementerio local. Los muertos fueron extraídos del suelo y de las bardas ancestrales, y las ruinas del pasado de toluquilla fueron demolidos para dar paso a la escuela Primaria Lauro Badillo Diaz y a la plaza de la localidad. Hoy no queda rastro alguno de esas ruinas es como si el pasado fuera destruido para dar paso a un falso modernismo.

## Religión

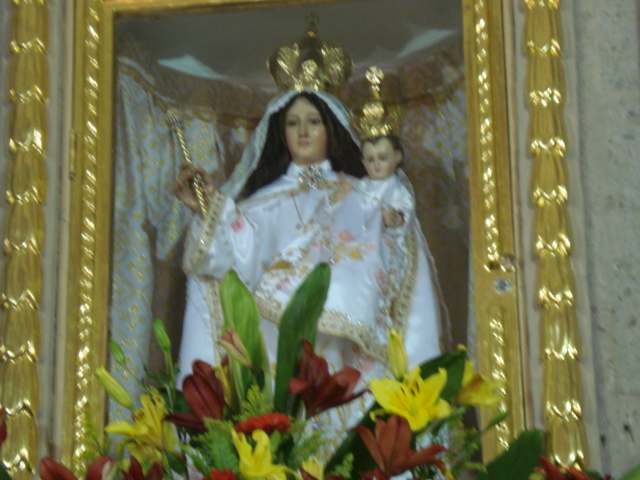
Nuestra Señora del Rosario

Toluquilla cuenta con una bella parroquia perteneciente a la vicaria episcopal de Nuestra señora del Rosario. La parroquia fue construida alrededor del siglo XIX y remozada a principios del siglo XX. El templo es de una sola nave, sin cúpula. La arquitectura de esta iglesia trato de seguir un sencillo estilo Neobarroco, en la época de su construcción un estilo muy de moda sobre todo en Europa. En el interior del templo se encuentra un sencillo interior donde se encuentra un altar coronado por la imagen de Nuestra Señora del Rosario.
Toluquilla se caracteriza por su arraigada fe hacia la Virgen del Rosario (patrona del pueblo). Los festejos se celebran en el mes de octubre, siendo el 7 de octubre el día principal. Nueve días antes del último domingo de octubre, empieza el novenario. El novenario consiste en una fiesta llena de juegos pirotécnicos, y vendimia en la plaza del poblado. 

## Fiestas patrias
Cada año se llevan a cabo las festividades en honor a la independencia de México por lo regular el último sábado del mes de septiembre variando en ocasiones una semana después. Estas festividades se dan en la plaza del pueblo con un acto cívico y el tradicional grito dirigido por el delegado en turno, al día siguiente ya en domingo por la mañana se realiza un desfile cívico que inicia en la plaza de Toluquilla con un recorrido hasta el poblado vecino de Manuel López Cotilla y de regreso al origen, en el participan las instituciones educativas de la comunidad, grupos deportivos, las reinas de belleza, carros alegóricos y un contingente de hombres y mujeres a caballo que por lo general representan a las distintas familias de la zona y que en ocasiones logran contabilizar más de mil caballos de distintas razas en el contingente.
Aportación de Luis Torres y Alberto Sánchez Ferruzco.

## Educación
Actualmente la localidad cuenta con Escuelas Primarias, preescolares, secundarias, una preparatoria, una biblioteca, y una unidad deportiva.
| NOMBRE                              | NIVEL          | TURNO               | DIRECCIÓN                 | ESTADO                              |
| ----------------------------------- | -------------- | ------------------- | ------------------------- | ----------------------------------- |
| Preparatoria Regional de Toluquilla | Medio Superior | Matutino/Vespertino | Calle del Canal 17        | Pública Universidad de Guadalajara. |
| Mixta u 16                          | Secundaria     | Matutino/Vespertino | Morelos 605               | Pública                             |
| Lauro Badillo Diaz                  | Primaria       | Matutino/Vespertino | González Gallo 40         | Pública                             |
| Jose Vasconcelos                    | Preescolar     | Vespertino          | González Gallo 31         | Pública                             |
| Ignacio Luis Vallarta               | Secundaria     | Matutino            | Camino a la Calerilla s/n | Pública                             |
| Concepción González Naranjo         | Preescolar     | Matutino            | González Gallo 31         | Pública                             |

## Salud
Actualmente la localidad cuenta con un centro de salud, una clínica de la cruz roja, un centro del DIF

## Recursos naturales
De los pocos recursos naturales que quedan en la zona se puede considerar el agua. El agua de Toluquilla es reconocida en la zona como carácter importante.

## Medios y vías de Comunicación
Por su cercanía a la ciudad su accesos son rápidos por la via terrestre las principales avenidas son Periférico, Av. Adolf B. Horn Jr. y Av. 8 de Julio, carece de algún tipo de acceso aéreo o marítimo.

## Descripción geográfica

### Ubicación
Toluquilla se Localiza en las faldas del Cerro del 4 en su lado sur, colinda al este con el Poblado de López Cotilla y al oeste con el Frac. Haciendas del Real y el Poblado de San Sebastián (Comúnmente llamado San Sebastianito) y al sur con el Municipio de Tlajomulco quedando dentro de este municipio la mayor parte del territorio correspondiente al Ejido de Toluquilla.En las coordenadas 20° 34' 38.1696" latitud norte y 103° 22' 13.2235" de longitud oeste. A una altura de 1,555 metros sobre el nivel del mar.

### Orografía
La mayor parte de su territorio es plano, con algunos lomeríos y pocas tierras altas cerriles. El punto más alto del municipio es el Cerro del Cuatro que junto con el Cerro de Santa María se localiza al suroeste de la cabecera con una altura de 1860 y 1730 metros respectivamente

### Geología
Al igual que el resto del municipio, 
Toluquilla se formó en el período Cuaternario, y está compuesto por tobas pumíticas (conocidas comúnmente como pómez o "jal") que están formadas por productos de explosión tales como lapillis, puzolanas y cenizas.

### Hidrografía
Sus recursos hidrológicos son proporcionados por el ojo de agua, y sus subyacentes arroyos. Además de contar con agua superficial también cuenta con una gran red subterránea de manantiales que se extiende por todo el Valle de Toluquilla.

### Clima
El clima es semiseco con invierno y primavera secos, semicálido sin estación invernal definida. La temperatura media anual es de 20.7 °C, con máxima de 29.7 °C y mínima de 9.9 °C., y tiene una precipitación media anual de 919 milímetros con régimen de lluvia en los meses de junio a agosto. Los vientos dominantes son de dirección sureste. El promedio de días con heladas al año es de 5.2.

## Flora y fauna
Su vegetación se compone básicamente de pino, encino y roble, Ficus y Eucalipto. También hay pastizales y frutales como: guayabo, naranjo, limón y aguacate.
En algunas partes de la localidad todavía se pueden observar, Coyotes, Zorros, águilas, conejos, perdices, tecolotes y ardillas. Lamentablemente el crecimiento de la mancha urbana de guadalajara ha venido deteriorando la riqueza natural de la zona y se espera en unos pocos años todo esto deje de existir.

## Economía
Ganadería. Se cría ganado bovino, equino y caprino. Además de aves de corral y colmenas.
Agricultura. Destacan el maíz, frijol, sorgo, lechuga y la coliflor
Comercio. Se cuenta con establecimientos que venden artículos de primera necesidad y los comercios mixtos que venden en pequeña escala artículos diversos. Farmacias y gasolineras. En los últimos años han proliferado ligas deportivas específicamente de fut-bol lo que ha captado a un sector de la población como su fuente de empleo o de esparcimiento, además de servir como atractivo a visitantes quienes dejan una importante derrama económica en la comunidad ayudando a soportar los comercios locales, principalmente los dedicados a la venta de comida y bebidas.
Servicios. Se prestan servicios técnicos, comunales, personales y de mantenimiento. Además se cuenta con una gran variedad de moteles en las cercanías y una casa de Huéspedes.
Industria. Toluquilla al estar ubicado en la zona Industrial de Guadalajara cuenta con varias fábricas e industrias de diferentes ramos en la zona. Entre las fábricas más notadas e importantes en la zona se encuentran: maseca, Lala, coca cola, Hewlett-Packard, bimbo y una fundidora de acero entre otras industrias.
Turismo religioso. La parroquia de Nuestra Señora del Rosario atrae a visitante de las comunidades aledañas principalmente en el mes de octubre cuando se celebra la fiesta patronal con un novenario que termina el último domingo del mes.